# إيفان كريستوفر
إيفان كريستوفر (بالإنجليزية: Evan Christopher) هو عازف جاز أمريكي، ولد في 31 أغسطس 1969 في لونغ بيتش في الولايات المتحدة.

## وصلات خارجية
- إيفان كريستوفر على موقع ميوزك برينز (الإنجليزية)
- إيفان كريستوفر على موقع أول ميوزيك (الإنجليزية)
- إيفان كريستوفر على موقع ديسكوغز (الإنجليزية)